# Israelites (chanson)
Pour les articles homonymes, voir Israélites.
Singles de Desmond Dekker
007 (Shanty Town)
(1967) It Miek
(1969)
Israelites est une chanson écrite par Desmond Dekker et Leslie Kong, devenue un succès pour le groupe Desmond Dekker and the Aces, atteignant le sommet des charts dans de nombreux pays en 1969. Chantées en créole jamaïcain, certaines paroles de la chanson ne sont pas aisément comprises par de nombreux auditeurs britanniques et américains au moment de sa sortie. Malgré cela, le single est le premier disque de reggae britannique classé no 1 et parmi les premiers à atteindre le top 10 américain (culminant à la 9e place). Il combine la religion rastafari avec les préoccupations des rude boys, pour parvenir à ce qui est décrit par AllMusic comme un « chef-d'œuvre intemporel qui ne connait pas de frontières ».

## Chanson

### Origine et paroles
Initialement publiée en 1968 en Jamaïque sous le titre Poor Me Israelites, la chanson reste le hit de reggae jamaïcain le plus connu, atteignant le top 10 du Billboard Hot 100 aux États-Unis, et est écrite près de deux ans après que Dekker ait fait sa marque pour la première fois avec la chanson de rude boys 007 (Shanty Town). Dekker compose la chanson après avoir entendu une dispute : « Je me promenais dans le parc en mangeant du pop-corn. J'ai entendu un couple se disputer à propos d'argent. Elle disait qu'elle avait besoin d'argent et il disait que le travail qu'il faisait ne lui en procurait pas assez. J'ai repensé à ces choses et commencé à chanter une petite chanson : "Tu te lèves le matin et tu travailles pour du pain". Une fois rentré à la maison, c'était terminé ».
Le titre Israelites est l'objet de spéculations, mais la plupart s'accordent sur l'association du mouvement rastafari avec les douze tribus d'Israël. Dans les années 1960, les rastas jamaïcains sont largement marginalisés, considérés comme « sectaires » et mis au ban de la société dans son ensemble, y compris par l'Église chrétienne de Kingston, plus conservatrice. Démunis (« esclaves pour du pain ») et négligés (« Shirt dem a-tear up, pants a-go »), certains rastafaris sont tentés par une vie de crime (« Je ne veux pas finir comme Bonnie et Clyde » ). La chanson est une lamentation sur cette condition.

### Structure musicale
La mélodie vocale est syncopée et centrée sur la tonalité de si bémol. Les accords de l'accompagnement de guitare sont joués sur le contre-temps et se déplacent à travers l'accord tonique [Si ], la sous-dominante [Mi ], la dominante [Fa] et occasionnellement [Ré ] – à savoir, [Si ] - [Mi ] - [Fa] - [Si ] - [Ré ]. C'est l'une des premières chansons de reggae à devenir un succès international, malgré le fort accent jamaïcain de Dekker qui rend ses paroles difficiles à comprendre pour de nombreux auditeurs en dehors de la Jamaïque.

### Impact
Bien qu'Israelites soit enregistré et publié en 1968, la discographie Uni 45 montre son catalogage en 1969. En juin 1969, elle atteint le Top 10 aux États-Unis, culminant à la 9e place du classement des singles Billboard Hot 100. Elle atteint le no 1 au Royaume-Uni, aux Pays-Bas, en Jamaïque, en Afrique du Sud, au Canada, en Suède et en Allemagne de l'Ouest.
Israélites amène un rythme jamaïcain dans le top 40 britannique pour la première fois depuis le hit 007 (Shanty Town) de Dekker, no 14 en 1967.
Le disque sort au Royaume-Uni en mars 1969 et est no 1 pendant une semaine, se vendant à plus de 250 000 exemplaires. Un million de ventes mondiales sont rapportées en juin 1969.
Israelites est incluse dans la sélection des 660 « chansons qui ont façonné le rock 'n' roll » du Rock and Roll Hall of Fame.
En 2007, elle reçoit le Grammy Hall of Fame Award.

### Suite et rééditions
Dekker obtient deux autres succès dans le Top 10 britannique l'année suivante, It Miek et sa reprise de la chanson de Jimmy Cliff You Can Get It If You Really Want,.
Dekker enregistre sur le label Pyramid, et lorsque son catalogue est acquis par Cactus Records en 1975, Israélites est réédité dans un premier mixage stéréo. Un peu plus de six ans après la sortie originale, la chanson atteint de nouveau une place dans le Top 10 au Royaume-Uni.
En 1980, Dekker sort un nouvel enregistrement de la chanson sur le label britannique Stiff Records, interprété dans un style Two Tone uptempo. Il est tiré d'un album de réenregistrements similaires de ses anciens succès, Black & Dekker.

## Autres versions
Israelites fait l'objet de plusieurs reprises par différents artistes, dont Lloyd Charmers with Byron Leee and The Dragonaires dans une version instrumentale (1969), Millencolin sur l'album The Melancholy Collection (1999), Oysterhead sur On the Half Shell (2000), The Selecter sur Acoustic (2002), Monty Alexander with Ernest Ranglin (instrumental, 2004), Stanley Beckford sur l'album Reggaemento (2004) et Madness sur The Dangermen Sessions Vol. 1 (2005),.

## Apparition dans d'autres médias
La chanson apparait dans de nombreux films et programmes télévisés, y-compris les bandes originales du film américain de 1989 Drugstore Cowboy et du film britannique de 2010 We Want Sex Equality. Elle est également présente dans les films Le Flic de Miami (1999), Le Choix d'une vie (1999), Mon babysitter (2010) et War Machine (2017).
Le 3 novembre 2019, Israelites figure en bonne place dans le 3e épisode de Watchmen de HBO. Potentiellement à cause de cette utilisation, la chanson est de nouveau classée dans les charts, entrant dans le classement Digital Reggae de Billboard à la 2e place.

## Classement
| Classements (1969)                      | Meilleure position |
| --------------------------------------- | ------------------ |
| Afrique du Sud (Springbok Radio)        | 12                 |
| Allemagne (GfK Entertainment Top 100)   | 1                  |
| Australie (Go-Set)                      | 3                  |
| Australie (Kent Music Report)           | 5                  |
| Autriche (Ö3 Austria Top 40)            | 2                  |
| Belgique (Flandre Ultratop 50 Singles)  | 3                  |
| Belgique (Wallonie Ultratop 50 Singles) | 8                  |
| Canada (RPM Top Singles)                | 9                  |
| États-Unis (Hot 100)                    | 9                  |
| États-Unis (Cash Box Top 100)           | 8                  |
| Irlande (IRMA)                          | 7                  |
| Pays-Bas (Single Top 100)               | 1                  |
| Royaume-Uni (UK Singles Chart)          | 1                  |
| Suisse (Schweizer Hitparade)            | 6                  |

## Certifications
| Pays              | Certification | Date       | Unités certifiées |
| ----------------- | ------------- | ---------- | ----------------- |
| Royaume-Uni (BPI) | Argent        | 12/01/2023 | 200 000           |